# Шкідливі виробничі фактори
Шкідливі виробничі фактори — фактори середовища і трудового процесу, які можуть викликати професійну патологію, тимчасове або стійке зниження працездатності, підвищити частоту соматичних та інфекційних захворювань, призвести до порушення здоров'я потомства.

## Класифікація
Шкідливими виробничими факторами можуть бути:
- фізичні фактори — температура, вологість і рухливість повітря, неіонізуючі електромагнітні випромінювання (ультрафіолетове, видиме, інфрачервоне, лазерне тощо), статичні, електричні і магнітні поля, іонізуючі випромінювання, виробничий шум, вібрація, ультразвук тощо;
- хімічні фактори, у тому числі деякі речовини біологічної природи (антибіотики, вітаміни, гормони, ферменти);
- біологічні чинники (патогенні мікроорганізми, препарати, що містять живі клітини та спори мікроорганізмів, білкові препарати);
- фактори трудового процесу, що характеризують напруженість праці (інтелектуальні, сенсорні та емоційні навантаження, монотонність навантажень, режим роботи);
- фактори трудового процесу, що характеризують тяжкість фізичної праці (фізична динамічне навантаження, маса що піднімається і переміщуваного вантажу, стереотипні робочі рухи, статичне навантаження, робоча поза, нахили корпусу, переміщення в просторі).

## Норми дії шкідливих факторів
Наявність факторів трудового процесу, які характеризують тяжкість фізичної праці в обсязі, що перевищує припустимі фізичні навантаження, дозволяє говорити про важкість фізичної праці. Наприклад, вимушені нахили корпусу більше 30° 50-100 разів за зміну вважаються допустимим (середньої по тяжкості) фізичним навантаженням. Ті ж самі нахили корпусу понад 300 разів за зміну дозволяють вважати виконується праця фізично важка, що може викликати стійкі функціональні порушення, призводить у більшості до зростання захворюваності з тимчасовою втратою працездатності, до підвищення частоти загальної захворюваності та появи окремих ознак професійної патології. Умови праці, які характеризуються такими рівнями факторів виробничого середовища, вплив яких протягом робочої зміни (або її частини) створює загрозу для життя, високий ризик виникнення важких форм професійних уражень, вважаються небезпечними (екстремальними).